# Глушко Роман
Глушко Роман — український селянин із Лапшина, громадський діяч. Делегат Української Національної Ради ЗУНР від Бережанського повіту.